# Абдель Ілах Мохамед Алі Аль Курді
Абдель Ілах Мохамед Алі Аль Курді (англ. Abdel Ilah Mohamed Ali Al Kurdi) — йорданський військовик, політик та дипломат. Двозірковий генерал. Надзвичайний та Повноважний Посол Йорданії в Україні за сумісництвом (2003-).

## Життєпис
На йорданській військовій службі дослужився до звання двозіркового генерала. 
Надзвичайний та Повноважний Посол Йорданії в РФ та за сумісництвом в Україні.
Голова Йорданського бюро омбудсмена.